# 8.ª Região Militar
A 8ª Região Militar (8ª RM) é uma das doze regiões militares do Exército Brasileiro.

## Sede e abrangência
Está sediada em Belém do Pará e abrange também parte do Tocantins, Maranhão e Amapá.

## História
O Comando da 8ª Região Militar foi instalado no dia 27 de março de 1909 em consequência da Lei nº 1860, de 4 de janeiro de 1908, com a denominação de Quartel General. A região que abrangia Pará e Aricary (Amapá) tinha a denominação de 2ª Região Militar e funcionou, provisoriamente, no quartel do extinto 34º Batalhão de Caçadores.
O atual quartel general foi construído na então Praça Saldanha Marinho, hoje Praça da Bandeira, no terreno do antigo 4º Batalhão de Artilharia. Em 1915, foi instalada, no mesmo Quartel General, a 1ª Região Militar, substituindo a 2ª Região Militar. Mudou a sua denominação para 7ª Região Militar, em 1919.
Em 1923, tomou a denominação de 8ª Região Militar, tendo, posteriormente, em 1956, sido criado o Comando Militar da Amazônia e 8ª Região Militar, com jurisdição sobre os elementos do Exército sediados nos Estados do Pará, Amazonas, parte de Goiás (ao norte de Porto Nacional), Acre e Rondônia.
Com a transferência da sede do Comando Militar da Amazônia para Manaus e a criação da 12ª Região Militar, foi mudada a denominação de Quartel General do Comando Militar e 8ª Região Militar, para Quartel General da 8ª Região Militar.
Desde 1991 porta a insígnia da Ordem do Mérito Militar, concedida pelo presidente Fernando Collor.
Em Decreto Presidencial de 8 de julho de 1992, a 8ª Região Militar tomou a denominação de Comando Militar do Norte e 8ª Região Militar. Em Portaria Ministerial de 3 de abril de 1995, retornou a denominação de 8ª Região Militar, com responsabilidade territorial nos Estados do Pará e Amapá, no município de Imperatriz e em parte do Estado do Tocantins.
Desde 13 de março de 2013, está sob subordinação do Comando Militar do Norte.

## Organizações militares subordinadas
- 8ª Região Militar
  - Comando da 8ª Região Militar - Belém - PA
  - Companhia de Comando da 8ª Região Militar  - Belém - PA
  - Comissão Regional de Obras da 8ª Região Militar - Belém - PA
  - 8º Centro de Gestão de Contabilidade e Finanças do Exército - Belém - PA
  - Hospital Geral de Belém - Belém - PA
  - Hospital de Guarnição de Marabá - Marabá - PA
  - Tiros de Guerra